# Palneca
Palneca (kors. Palleca) – miejscowość i gmina we Francji, w regionie Korsyka, w departamencie Korsyka Południowa.
Według danych na rok 1990 gminę zamieszkiwało 147 osób, a gęstość zaludnienia wynosiła 3 osób/km².